# Robinson Ekspeditionen 2007
Robinson Ekspeditionen 2007 var den 10. sæson af det danske realityshow Robinson Ekspeditionen. Sæsonen havde premiere i dansk tv den 19. september 2007 og blev optaget i sommeren 2007 i Malaysia, blandt andet på øen Goal. Robinson Ekspeditionen vender således tilbage til Asien efter sidste års produktion i Panama.
I denne omgang startede programmet ud med 20 deltagere, og som sædvanlig blev deltagerne fordelt på to hold. Deltagerne bestod af 10 udvalgte tidligere Robinson-deltagere og 10 udvalgte deltagere fra de sidste tre udgaver af programmet Paradise Hotel. De tidligere Robinson-deltagere fik hver 50.000 kr. for deres medvirken, mens Paradisoerne kun fik 20.000 kr. Robinson-holdet havde selvsagt før prøvet at være placeret på en øde ø, hvor nødvendigheder som mad og drikke er en mangelvare. Paradise-holdet havde også været væk hjemmefra, men i helt anderledes og luksuriøse omgivelser. Alle deltagere var dog vant til at spille taktisk, og denne sæson var først og fremmest et spil om taktik, intriger og om at vælge sine venner og fjender med omhu. Alle deltagerne dystede om præmien på 500.000 kroner.
Programmets vært var Jakob Kjeldbjerg for 4. gang i træk. Gevinsten var sat ned fra en 1 million til 500.000 kr.
Vinderen blev Rikke Göransson.

## Deltagerne
Robinson-veteranerne der består af: 
- Naeem Sundoo (Robinson Ekspeditionen 1999)
- Malene Hasselblad (vandt Robinson Ekspeditionen 2001)
- Poul Madsen (Robinson Ekspeditionen 2001)
- Mars Johansen (Robinson Ekspeditionen 2001 og Robinson Ekspeditionen 2002)
- Stig Witzner (Robinson Ekspeditionen 2003)
- Duddie Staack (Robinson Ekspeditionen 2004)
- Ivan Lundorf Larsen (Robinson Ekspeditionen 2005)
- Michelle Strøyer (Robinson Ekspeditionen 2005)
- Pia Soldthved Larsen (Robinson Ekspeditionen 2005)
- Seckin Cem (Robinson Ekspeditionen 2005)

Paradise Hotel-holdet der består af: 
- Bjørn Jacobsen (Paradise Hotel 2005 og Paradise Hotel 2006)
- Camilla Eisenreich (Paradise Hotel 2006)
- David Jensen (Paradise Hotel 2006)
- Ricco Clausen (Paradise Hotel 2006)
- Sofie Pamer (Paradise Hotel 2006)
- Camilla Sys Thygesen (vandt Paradise Hotel 2007)
- Christine Overgaard (Paradise Hotel 2007)
- Fatih Sahin (Paradise Hotel 2007)
- Kenneth Ebert (Paradise Hotel 2007)
- Rikke Göransson (Paradise Hotel 2007)

I foråret, før programmet fik premiere, var der mange spekulationer om, hvem deltagerne ville blive i Robinson Ekspeditionen 2007. Mange mente, at man med stor sikkerhed kunne komme til at gense Mascha Vang, David Jensen og Bjørn Jacobsen fra Paradise og Biker-Jens, Hade-Hanne og Sonny fra Robinson. Det var dog kun David Jensen og Bjørn Jacobsen fra Paradise Hotel, der kom med på vognen.
Allerede i første episode var der 2 deltagere, der blev sendt hjem. Efter Robinson-veteranerne havde vundet deres første dyst mod Paradisoerne, fik de lov til at eliminere én fra det modsatte hold, og de valgte Fatih. Paradise-holdet tog dog revanche, da de senere vandt den næste Robinsondyst og sendte veteranerne i ørådet, hvorefter Stig Witzner fra 2003 røg ud.
Denne sæsons programdirektør er Jakob Mejlhede, og redaktionschefen er Jeppe Juhl, som også har været alle de andre år.

## Elimineringer
- Fatih Sahin – Exit Robinson i afsnit 1 – Bliver sendt ud af spillet af Robinson-veteranerne efter, at de vinder en dyst og tilegner sig chancen for at smide en af Paradisoerne ud. (20. pladsen)
- Stig Witzner – Exit Robinson i afsnit 1 – Bliver sendt ud af spillet i ø-rådet efter, at de taber en dyst og Paradisoerne tilegner sig chancen for at sende en af veteranerne ud. (19. pladsen)
- David Jensen – Exit Robinson i afsnit 2 – Bliver sendt ud af spillet i ø-rådet efter, at de taber en dyst og Veteranerne tilegner sig chancen for at sende en af Paradisoerne ud. (18. pladsen)
- Camilla Sys Tygesen – Exit Robinson i afsnit 3 – Smider efter længere overvejelser håndklædet i ringen og forlader ekspeditionen. (17. pladsen)
- Pia Soldthved Larsen – Exit Robinson i afsnit 3 – Får flest stemmer i ø-rådet og bliver stemt ud som den første af veteranerne. (16. pladsen)
- Seckin Cem – Exit Robinson i afsnit 4 – Bliver stemt ud i et Paradiseøråd efter at være havnet der sammen med den anden veteran Naeem Sundoo som straf på grund af at bryde reglerne i et stressende kæde-eksperiment. (15. pladsen)
- Michelle Strøyer – Exit Robinson i afsnit 5 – Stemmelighed i Ø-rådet med Mars Johansen, men taber mod ham i lodtrækning. (14. pladsen)
- Malene Hasselblad – Exit Robinson i afsnit 6 – bliver smidt ud af Ivan Larsen, der skal vælge én ud af ekspeditionen. Senere kommer hun dog ind i Ekspeditionen, hvor hun ender på en 2. plads, og dermed er hun den Veteran, der nåede længst i Robinson Ekspeditionen 2007. (2. plads)
- Ivan Larsen – Exit Robinson i afsnit 6 – Får 10 ud af 14 stemmer i ørådet og bliver stemt ud af ekspeditionen. (13. pladsen)
- Sofie Pamer - Exit Robinson i afsnit 7 - Efter et falsk Pirat-angreb vælger Sofie at forlade Robinson sammen med Christine Overgaard. Begge havde det skidt med at være tilbage på øen efter den oplevelse. (delt 12 plads)
- Christine Overgaard - Exit Robinson i afsnit 7 - Efter et falsk Pirat-angreb vælger Christine at forlade Robinson sammen med Sofie Pamer. Begge havde det skidt med at være tilbage på øen efter den oplevelse. (delt 12 plads)
- Poul Madsen - Exit Robinson i afsnit 7 - Stemmelighed i ø-rådet med Naeem Sundoo, Røg ud efter en duel med Naeem Sundoo.(10. pladsen)
- Duddie Stack - Exit Robinson i afsnit 7 - Grundet sygdom er Duddie Stack nødt til at forlade Robinson. Hun vælger at overlade sin plads til Malene Hasseblad.(9. pladsen)
- Naeem Sundoo - Exit Robinson i afsnit 8 - (8. pladsen)
- Mars Johansen - Exit Robinson i afsnit 9 (7. pladsen)
- Ricco Clausen - Exit Robinson i afsnit 10 (6. pladsen)
- Camilla Eisenreich - Exit Robinson i afsnit 11 . (5. pladsen)
- Bjørn Jacobsen - Exit Robinson i afsnit 11 . (4. pladsen)
- Kenneth Ebert - Exit Robinson i afsnit 12 - Er den første som taber på planken. (3. pladsen)
- Malene Hasselblad - Exit Robinson i afsnit 12. - Taber til Rikke Göransson på planken(2. pladsen)
- Rikke Göransson - Vinder af Robinson 2007 i afsnit 12. (1. pladsen)